# Cefa (sit SCI)
Cefa este o arie protejată (sit de importanță comunitară — SCI) din România, desemnată în scopul protejării biodiversității și menținerii într-o stare de conservare favorabilă a florei spontane și faunei sălbatice, precum și a habitatelor naturale de interes comunitar aflate în arealul zonei de protecție. Aceasta se întinde pe o suprafață de 5.224,1 ha, integral pe uscat.

## Localizare
Situl se întinde pe teritoriile administrative ale comunelor Cefa, Mădăras și Sânnicolau Român; și pe cel al municipiului Salonta din județul Bihor. Centrul sitului Cefa este situat la coordonatele 46°54′33″N 21°39′55″E / 46.909206°N 21.665383°E.

## Înființare
Situl Cefa (ROSCI0025) a fost declarat sit de importanță comunitară în decembrie 2007 pentru a proteja specii din flora spontană și fauna sălbatică a României. Acesta se suprapune parțial cu ariile naturale Colonia de păsări de la Pădurea Rădvani și Parcul Natural Cefa.

## Biodiversitate
Situată în ecoregiunea panonică a Câmpiei de Vest a României, aria protejată conține 5 habitate naturale: Stepe și mlaștini sărăturate panonice, Lacuri distrofice și bălți, Asociații de lizieră cu ierburi înalte hidrofile de la nivelul câmpiilor până la nivel montan și alpin, Pajiști de altitudine joasă (Alopecurus pratensis, Sangiusorba officinalis) și Păduri mixte cu Quercus robur, Ulmus laevis, Fraxinus excelsior sau Fraxinus angustifolia, riverane marilor fluvii (Ulmenion minaris).
La baza desemnării sitului se află 2 specii floristice și 11 specii faunistice protejate la nivel european sau aflate pe lista roșie a IUCN; astfel:.
- plante:  (2) pălămidă (Cirsium brachycephalum), trifoiaș de baltă (Marsilea quadrifolia);
- mamifere (3): vidra de râu (Lutra lutra)[4], liliacul de iaz (Myotis dasycneme)[5],  liliacul mare cu potcoavă (Rhinolophus ferrumequinum);
- amfibieni (4): buhai de baltă cu burtă roșie (Bombina bombina), tritonul cu creastă danubian (Triturus dobrogicus)[6], tritonul comun transilvănean (Triturus vulgaris), triton cu creastă (Triturus cristatus)[7];
- pești (3): zvârlugă (Cobitis taenia), țipar (Misgurnus fossilis), boarța (Rhodeus sericeus amarus);
- nevertebrate (1): albilița portocalie (o libelulă din specia Coenagrion ornatum);
- reptile (1): broasca-țestoasă europeană de baltă (Emys orbicularis).

Pe lângă speciile protejate aflate la baza desemnării sitului, pe teritoriul acestuia au mai fost identificate 229 specii din flora spontană și fauna sălbatică a României.